# Красное солнце
«Красное солнце» (англ. Red Sun) — художественный фильм режиссёра Теренса Янга в жанре вестерна.
Редкий пример откровенного родства между вестернами и самурайскими фильмами, в котором их сходство нарочно не скрывается, а наоборот, подчёркивается.

## Сюжет
1871 год. Японский самурай Курода Дзюбей (Тосиро Мифунэ) в составе дипломатической миссии, возглавляемой правителем японской провинции Бидзэн, прибывает на западное побережье США. Посол везёт в подарок американскому президенту от своего императора ценный церемониальный меч — тати, инкрустированный чистым золотом. По пути на поезд совершает нападение банда, возглавляемая Гошем (Ален Делон). Помимо денег, Гош забирает и тати, застрелив самурая, бросившегося на защиту дипломатического подарка. Курода спрашивает у бандита его имя, поскольку собирается его найти и убить. Уезжая, бандит сообщает, что его зовут Гош. Глава японской миссии дает приказ Куроде в течение 7 дней вернуть реликвию.
Курода совместно с бывшим бандитом Линком Стюартом (Чарльз Бронсон), «кинутым» Гошем после удачного ограбления поезда, отправляются искать последнего. Если самурай не успеет найти его до определённого срока, ему придётся совершить харакири. В начале своей миссии он намеревался сразу же убить Гоша, но ему пришлось дать слово, что у Линка будет день на то, чтобы заставить того показать ему место тайника с деньгами, из которого Линку причитается часть награбленного. От подруги Гоша Курода узнает, что Гош это не имя, а прозвище, поскольку тот левша.
Когда Курода и Линк добираются до условленного места встречи с Гошем, им приходится вместе отбиваться от нападения индейцев-команчей. После всех схваток Курода по знаку Линка пытается убить уже раненного в руку Гоша, но тот быстро разворачивается и стреляет в самурая. Видя это, Линк моментально решает отомстить за друга и убивает Гоша.
Пообещав умирающему Куроде, что вернёт меч послу, он увозит подружку Гоша, Кристину (Урсула Андресс), которая послужила для Гоша приманкой. Отвезя её обратно в публичный дом, Линк подъезжает к поезду, на котором, как условлено, едет посол, чтобы узнать, как закончилась миссия. Последний кадр фильма — золотой меч-тати висит на телеграфных проводах перед поездом, ярко сверкая в лучах полуденного солнца...

## В ролях
- Ален Делон — Гош
- Чарльз Бронсон — Линк Стюарт
- Тосиро Мифунэ — Курода Дзюбэй
- Хироси Танака — Мурода (второй самурай)
- Накамура Тэцу — японский посол
- Урсула Андресс — Кристина, подружка Гоша
- Капучине — Пипита, содержательница борделя, подружка Линка Стюарта
- Энтони Доусон — Хайат

## Премьерный показ в разных странах[3]
- Франция — 15 сентября 1971
- Западная Германия — 15 октября 1971
- Италия — 26 октября 1971
- Япония — 26 ноября 1971
- Финляндия — 17 декабря 1971
- Испания — 20 декабря 1971 (только в Мадриде)
- Дания — 25 февраля 1972
- Швеция — 5 марта 1972
- США — 9 июня 1972
- Норвегия — 31 июля 1972
- Филиппины — 6 октября 1984 (только в Давао)